# Relations internationales au XVIIIe siècle
Cet article traite de l'histoire des relations internationales du traité de Rastatt en 1714 au congrès de Vienne en 1815.

## Histoire des relations internationales de 1714 à 1739
- 1er février 1717 : le « Sejm silencieux » transforme de facto la Pologne-Lituanie en protectorat russe.
- 13 décembre 1732 : par le traité des trois aigles noires, la Prusse, l'Autriche et la Russie s'entendent à soutenir la candidature de Manuel-François de Portugal au trône de Pologne.

## Histoire des relations internationales de 1740 à 1755
- 8 janvier 1745 : par le traité de Varsovie, la Grande-Bretagne, les Provinces-Unies et la Saxe apportent leur soutien à la Pragmatique Sanction et au couronnement de Marie-Thérèse d'Autriche.

## Histoire des relations internationales de 1756 à 1788
- 22 septembre 1772 : premier partage de la Pologne.
- 18 septembre 1773 : le traité de Varsovie, entre la Prusse et la Pologne, règle les modalités du premier partage entre ces deux États.
- 3 septembre 1783 : traité de Paris. Signé entre les représentants des treize colonies américaines et les représentants britanniques, il met fin à la guerre d'indépendance des États-Unis.

## Histoire des relations internationales de 1789 à 1798
- 23 janvier 1793 : la Prusse et la Russie s'accordent sur le deuxième partage de la Pologne.
- 23 septembre 1793 : la Diète de Grodno ratifie le deuxième partage de la Pologne.
- 24 novembre 1795 : troisième partage de la Pologne.

## Histoire des relations internationales de1799à1815

### De1799à1802: Une volonté de paix
- 25 décembre 1799 : Bonaparte invite personnellement l'empereur et le roi d'Angleterre à la paix mais ces derniers refusent.
- 30 décembre 1799 : les Français perdent le fort d'el-Arich.
- 20 mars 1800 : bataille d'Héliopolis remportée par Kléber sur les Ottomans.
- 3 mai 1800 : bataille de Stockach remportée par Moreau sur les Autrichiens.
- 5 mai 1800 : bataille de Mösskirch remportée par Moreau sur les Autrichiens.
- 25 mai 1800 : prise de Ulm par l'armée du Rhin commandée par Moreau.
- 2 juin 1800 : entrée de Napoléon Bonaparte dans Milan.
- 4 juin 1800 : évacuation de Gênes par Masséna.
- 9 juin 1800 : bataille de Montebello remportée par Lannes sur les Autrichiens.
- 14 juin 1800 : bataille de Marengo. Bonaparte affronte les Autrichiens de Melas qui semblent l'emporter mais l'arrivée des renforts de Desaix renverse la situation. Le choc psychologique de cette défaite pousse les Autrichiens à négocier. À Vienne, deux partis s'opposent : celui de Thugut partisan de la poursuite de la guerre, et celui de Cobenzl, partisan de la paix.
- Septembre 1800 : Bonaparte enlève le Novarais au Piémont pour le confier à la République cisalpine.
- 3 septembre 1800 : capitulation de la garnison française de Malte devant les Britanniques.
- 30 septembre 1800 : traité de Mortefontaine signé entre la France et les États-Unis.
- 22 novembre 1800 : reprise des hostilités entre la France et l'Autriche.
- 25 novembre 1800 : armistice de Steyr signé entre la France et l'Autriche marquant la fin des hostilités dans le Saint-Empire.
- 3 décembre 1800 : bataille de Hohenlinden. Moreau remporte une victoire sur les Autrichiens de l'archiduc Jean. Ces derniers doivent ainsi accepter les termes de la paix.
- 15 janvier 1801 : armistice de Trévise signé entre la France et l'Autriche marquant la fin des hostilités en Italie.
- 29 janvier 1801 : convention de Madrid signée entre Lucien Bonaparte pour la France et Manuel Godoy pour l'Espagne. les deux pays s'entendent sur une action commune contre le Portugal si ce dernier ne rompait pas ses relations avec le Royaume-Uni, ne fermait pas ses ports aux navires britanniques et ne laissait pas occuper une partie de son territoire par les troupes espagnoles.
- 9 février 1801 : paix de Lunéville. L'Autriche se voit confirmer ses possessions en Italie mais doit reconnaître les républiques cisalpine et ligurienne placées sous protectorat français, l'annexion de la rive gauche du Rhin et les républiques batave et helvétique.
- 18 février 1801 : armistice de Foligno signé entre la France et le royaume de Naples. L'intervention du tsar évite à cet État un traitement trop dur. Ferdinand IV doit fermer ses ports aux Britanniques et doit consentir quelques avantages commerciaux à la France.
- 21 mars 1801 : Convention d'Aranjuez signée entre la France et l'Espagne. Le grand-duché de Toscane, qui prend le nom de royaume d'Étrurie, est confié à Louis de Bourbon-Parme. Ce dernier épouse l'infante d'Espagne. Il cède la moitié de l'île d'Elbe à la France.
- 21 mars 1801 : bataille de Canope remportée par les Mamelouks sur le général Menou.
- 2 avril 1801 : bombardement de Copenhague par la Royal Navy.
- 12 avril 1801 : le Piémont devient une division militaire française.
- 16 avril 1801 : le corps expéditionnaire français commandé par Leclerc, franchit la Bidassoa.
- 19 mai 1801 : les troupes espagnoles pénètrent à leur tour au Portugal.
- 22 mai 1801 : le Royaume-Uni conseille au régent de Portugal se s'incliner face aux franco-espagnols.
- 29 mai 1801 : traité de Florence signé entre la France et le royaume de Naples. La France obtient l'autre moitié de l'île d'Elbe, la principauté de Piombino et l'État des Présides. Ces derniers sont rétrocédés à l'Étrurie. Le roi de Naples confirme la fermeture des ports à la marine britannique et les privilèges commerciaux à la France. La France peut disposer de quelques garnisons dans le pays.
- 6 juin 1801 : traité de Badajoz signé entre la France, l'Espagne et le Portugal. La France obtient un agrandissement de la Guyane, une indemnité de 20 millions et la clause de la nation la plus favorisée.
- 25 juin 1801 : capitulation des troupes françaises au Caire.
- 16 juillet 1801 : concordat signé entre la France et le Saint-Siège. la France reconnaît implicitement les États de l'Église mais limités au Latium, aux Marches et à l'Ombrie. Les ports romains sont fermés aux navires britanniques.
- Août 1801 : l'armée piémontaise est incorporée à l'armée française.
- 2 septembre 1801 : capitulation des troupes françaises à Alexandrie.
- 1er octobre 1801 : préliminaires de Londres signé entre la France et le Royaume-Uni.
- 8 octobre 1801 : traité de Paris signé entre la France et la Russie. La France renonce aux îles Ioniennes, respecte l'intégrité du royaume de Naples et accepte la médiation russe dans son conflit avec l'Empire ottoman.
- 9 octobre 1801 : traité de Paris signé entre la France et l'Empire ottoman. La France reconnaît la possession de l'Égypte à l'Empire ottoman.
- 17 décembre 1801 : paix signée entre la France et la régence d'Alger. La Régence restitue les comptoirs français et accorde des exemptions de droits à la compagnie d'Afrique.
- 24 janvier 1802 : Bonaparte est désigné président de la République italienne (1802-1805).
- 23 février 1802 : paix signée entre la France et la régence de Tunis.
- 27 mars 1802 : traité d'Amiens signé entre la France, l'Espagne, la République batave et le Royaume-Uni. Le Royaume-Uni rend Le Cap à la République batave, cède Malte à l'Ordre de Saint-Jean de Jérusalem mais conserve l'île de la Trinité, porte de l'Amérique latine, et Ceylan. La France récupère ses colonies dans les Antilles mais elle ne parvient pas à faire reconnaître au Royaume-Uni les modifications territoriales européennes.

### De 1802 à 1808: l'hégémonie française
- 26 juin 1802 : traité signé entre la France et l'Empire ottoman instaurant la clause de la nation la plus favorisée et rétablissant les anciennes Capitulations. Ce traité ouvre la mer Noire au commerce français.
- 28 août 1802 : Bonaparte ampute la République helvétique du canton du Valais dont il fait une République indépendante. Il obtient un droit de passage pour son armée ainsi que quelques fortifications.
- 11 septembre 1802 : annexion du Piémont par la France. Cette annexion, qui rompt avec la tradition des « frontières naturelles », irrite les puissances européennes, à commencer par le Royaume-Uni et la Russie.
- 9 octobre 1802 : à la mort du duc Ferdinand de Bourbon-Parme, les troupes françaises occupent les duchés de Parme, Plaisance et Guastalla. Son fils Louis avait été mis sur le trône d'Étrurie si bien qu'il abandonne ses droits sur ces possessions. Ces territoires sont placés sous l'administration de Moreau de Saint-Méry.
- 18 février 1803 : Bonaparte accepte finalement le maintien britannique à Malte contre l'occupation de Tarente.
- 19 février 1803 : acte de médiation par lequel la France impose une nouvelle Constitution à la République helvétique. Une alliance défensive est conclue entre les deux États. La France peut engager quatre régiments de Suisses, la République batave et la République italienne (1802-1805), un chacune. La Confédération s'engage à ne fournir aucun régiment à d'autres États. E cas d'invasion de la France, la Suisse devra envoyer un surcroît de régiments.
- 24 février 1803 : recès d'Empire. La nouvelle carte du Saint-Empire affaiblit considérablement l'influence autrichienne au profit des États moyens - électorat de Bavière, duché de Wurtemberg et margraviat de Bade - et de le royaume de Prusse. 45 villes libres perdent leur indépendance sur 51. Toutes les principautés ecclésiastiques sont redistribuées. Par cette redistribution des terres, la France accroît son influence dans le Saint-Empire.
- 26 avril 1803 : le Royaume-Uni somme la France d'évacuer les Républiques batave et helvétique tandis qu'il confirme la possession de Malte pour dix ans.
- 30 avril 1803 : traité de Paris signé entre les États-Unis et la France. Cette dernière vend la Louisiane aux États-Unis pour 60 millions de francs.
- Mai 1803 : convention militaire signée entre la France et la République batave. Elle confirme l'alliance offensive et défensive entre les deux États. En outre, la République batave doit entretenir une armée de 18 000 soldats français sur son sol et fournir 16 000 hommes à la France.
- 17 mai 1803 : sans déclaration de guerre, le Royaume-Uni fait saisir tous les navires français et hollandais à sa portée.
- 22 mai 1803 : arrestation de tous les sujets britanniques se trouvant en France ou en République italienne (1802-1805).
- 23 mai 1803 : déclaration de guerre du Royaume-Uni à la France.
- 27 mai 1803 : Bonaparte fait occuper le Hanovre par Mortier. Les Français contrôlent ainsi les estuaires de l'Elbe et la Weser, porte d'accès des marchandises britanniques.
- Octobre 1803 : l'Espagne proclame sa neutralité mais s'engage à verser à la France 6 millions de livres par mois.
- 2 mai 1804 : l'Autriche cède à l'ultimatum français et cède l'Innviertel à la Bavière.
- 15 août 1804 : convention signé entre la France et l'archevêque-primat Dalberg, président de la Diète du Saint-Empire, institue l'Octroi de navigation du Rhin selon laquelle les 30 postes d'octroi sont remplacés par 12 postes dont les recettes devront servir à l'entretien. Mayence et Cologne, ports français, conservent tout de même leurs droits d'étape et certains privilèges de batellerie.
- Décembre 1804 : l'Espagne déclare la guerre au Royaume-Uni. Bonaparte va ainsi pouvoir compter sur le soutien de la flotte espagnole.
- 4 janvier 1805 : convention signée entre la France et l'Espagne selon laquelle la flotte espagnole est mise à disposition de Napoléon.
- 11 avril 1805 : traité de Saint-Pétersbourg signé entre le Royaume-Uni et la Russie par lequel cette dernière entre dans la Troisième Coalition. Le Royaume-Uni s'engage à verser 1,25 million de livres sterling par an pour 100 000 soldats russes engagés.
- 26 mai 1805 : la République italienne (1802-1805) devient le royaume d'Italie. Bonaparte est couronné roi d'Italie.
- 16 juin 1805 : l'Autriche adhère au traité de Saint-Pétersbourg et rejoint ainsi la Troisième Coalition.
- 23 juin 1805 : Bonaparte confie la Principauté de Lucques et Piombino à son beau-frère Félix Baciocchi, époux d'Élisa Bonaparte.
- 30 juin 1805 : annexion de la République ligurienne par la France.
- 17 août 1805 : le camp de Boulogne est levé.
- 24 août 1805 : traité d'alliance secret signé entre la France et la Bavière.
- 27 août 1805 : départ de la Grande Armée de Boulogne en direction de l'Allemagne du Sud.
- 11 septembre 1805 : invasion de la Bavière par les forces autrichiennes.
- 19 octobre 1805 : capitulation des forces autrichiennes de Mack à Bataille d'Ulm.
- 21 octobre 1805 : bataille de Trafalgar au cours de laquelle l'amiral Nelson détruit la flotte franco-espagnole. Le Royaume-Uni dispose désormais de la maîtrise absolue des mers.
- 30 octobre 1805 : Gustave IV de Suède déclare la guerre à la France.
- Novembre 1805 : occupation d'Ancône par les troupes françaises.
- 20 novembre 1805 : le royaume de Naples déclare la guerre à la France.
- 2 décembre 1805 : bataille d'Austerlitz. Napoléon remporte une victoire décisive sur les troupes austro-russes.
- 6 décembre 1805 : armistice de Brünn signé entre la France et l'Autriche.
- 15 décembre 1805 : traité de Schönbrunn signé entre la France et la Prusse. Cette dernière reçoit la permission d'annexer le Hanovre contre la cession de la principauté d'Ansbach à la Bavière et les principautés de Neufchâtel et [Bayreuth] et le duché de Clèves à la France. La Prusse promet de fermer ses ports au Royaume-Uni. Ce traité avait été signé par Haugwitz sous la pression. Le roi de Prusse n'ose pas dénoncer ce traité afin de ne pas entrer en guerre contre la France mais ne désire pas non plus l'assumer afin de pas froisser son voisin russe.
- 26 décembre 1805 : traité de Presbourg signé entre la France et l'Autriche. Cette dernière cède la Vénétie, la Dalmatie et Cattaro au royaume d'Italie, l'Ortenau et Brisgau à l'électorat de Bade, Constance et les possessions habsbourgeoise de Souabe à l'électorat de Wurtemberg, le Vorarlberg, le Tyrol et le Trentin au royaume de Bavière. L'Autriche doit payer une indemnité de guerre de 40 millions. En compensation, l'Autriche reçoit l'archevêché de Salzbourg. En échange, l'archiduc Ferdinand reçoit le grand-duché de Wurtzbourg, pris à la Bavière. Napoléon s'engage à ne pas réunir le royaume d'Italie à l'Empire français.
- Janvier 1806 : Eugène de Beauharnais épouse la fille du roi de Bavière.
- 14 février 1806 : entrée de Masséna et Joseph Bonaparte à Naples alors que les Bourbons s'étaient réfugiés à Palerme. Joseph monte sur le trône du royaume de Naples tandis que la Sicile reste acquise aux Bourbon. Quelques places fortes résistent encore aux Français, telles Gaète Reggio et Scilla. Le pape Pie VII refuse de reconnaître ce nouveau roi qui ne demande aucune investiture pour un fief vassal de Rome depuis le XIIIe siècle.
- 15 février 1806 : traité de Paris signé entre la France et Haugwitz pour la Prusse. Cette dernière accepte une alliance offensive et défensive, ainsi que l'occupation du Hanovre par ses troupes et la fermeture de ses ports aux navires britanniques. Le jeu diplomatique prussien devient désormais scabreux.
- 2 mars 1806 : Napoléon se déclare prêt à faire la paix avec le Royaume-Uni sur les bases du traité d'Amiens.
- 15 mars 1806 : réunion des duchés de Clèves et Berg dans le grand-duché de Berg que Napoléon donne à Murat.
- 31 mars 1806 : décret sur l'organisation de la famille impériale napoléonienne. Tous les princes amenés à régner sur des territoires européens restent des princes français et conservent leur charge à la Cour impériale. Cela signifie que les États avec à leur tête des membres de la famille impériale, sont des États vassaux de la France.
- 16 mai 1806 : Ordre-en-Conseil britannique instituant le blocus maritime des côtes françaises. Le Royaume-Uni autorise la saisie des marchandises, la capture des équipages et le blocus des villes non fortifiées.
- 5 juin 1806 : couronnement de Louis Bonaparte comme roi de Hollande à Paris.
- 15 mai 1806 : prise des îles Capri par les Britanniques.
- 5 juin 1806 : Napoléon donne la principauté de Pontecorvo au beau-frère de Joseph Bonaparte et celle de Bénévent à Talleyrand. Pie VII proteste une nouvelle fois contre l'amputation de territoire sous sa suzeraineté. Il se sent menacé d'encerclement par la France. Napoléon, lui, considère les États pontificaux comme un obstacle à ses mouvements de troupes.
- 4 juillet 1806 : bataille de Maida. 5 000 Britanniques débarquent au royaume de Naples et remportent une victoire sur le général Reynier.
- 12 juillet 1806 : traité instituant la confédération du Rhin, association de 16 États — royaumes de Bavière et Wurtemberg, grands-duchés de Bade, Berg, Hesse-Darmstadt — sous la protection de la France. Les États signataires s'engagent dans une alliance offensive et défensive avec la France. En cas de guerre, la confédération du Rhin doit fournir 63 000 hommes tandis que la France en entretiendra 200 000 pour garantir la protection de la Confédération.
- 18 juillet 1806 : prise de Gaète par Masséna. Il entame ensuite la pacification de la Calabre en proie à un intense brigandage.
- Août 1806 : Ouverture des tractations entre la France et le Royaume-Uni.
- 9 août 1806 : mobilisation en Prusse sous la pression du parti antifrançais.
- 26 août 1806 : exécution du libraire de Nuremberg, Palm, pour avoir édité un pamphlet dénonçant l'humiliation imposée à l'Allemagne. Cela suscite une vive émotion en Allemagne et détache une partie des élites éclairées de la France.
- 20 septembre 1806 : Frédéric-Guillaume III de Prusse adresse un ultimatum à la France. Il peut compter sur l'alliance du Brunswick, de la Hesse-Cassel et de la Saxe-Weimar.
- 14 octobre 1806 : batailles d'Iéna et d'Auerstaedt. Napoléon surprend Hohenlohe à Iéna tandis que Davout contient l'offensive des Prussiens du duc de Brunswick à Auerstaedt. Les armées prussiennes battent en retraite tandis que la Saxe passe dans le camp français.
- 27 octobre 1806 : entrée des troupes françaises à Berlin. Le royaume de Prusse est entièrement conquis à l'exception de quelques places fortes. Frédéric-Guillaume, pouvant compter sur l'appui des Russes, refuse l'armistice.
- 21 novembre 1806 : décret instituant le blocus continental. L'empereur désire avant tout couper le Royaume-Uni de ses sources d'approvisionnement en Europe et empêcher les exportations britanniques. La chute de la Prusse rend cette politique désormais possible à l'échelle européenne.
- 19 décembre 1806 : entrée de Napoléon à Varsovie. Les Polonais voient l'arrivée des Français d'un bon œil. Ils espèrent la renaissance de leur pays. Afin de ne pas s'aliéner définitivement la Russie, Napoléon ne souhaite pas rouvrir la question polonaise.
- 20 décembre 1806 : érection de l'Electorat de Saxe en royaume pour Frédéric-Auguste Ier de Saxe par Napoléon Ier.
- 26 décembre 1806 : batailles de Golymin et Pułtusk. Les Français repoussent une offensive des Russes de Bennigsen.
- 30 décembre 1806 : l'Empire ottoman déclare la guerre à la Russie à la suite de l'occupation des principautés danubiennes par les armées russes.
- 8 février 1807 : Bataille d'Eylau. Les Russes de Bennigsen lancent une nouvelle offensive par le nord de la Prusse orientale afin de prendre les Français à revers mais en vain. Les Français tiennent le terrain à Eylau mais au prix de terribles pertes
- 24 février 1807 : Napoléon propose une nouvelle fois la paix à la Prusse qui refuse.
- 1er mars 1807 : une flotte britannique fait retraite devant Constantinople, dont les défenses ont été améliorées par le général français Horace Sébastiani.
- 4 mai 1807 : traité de Finkenstein signé entre la France et la Perse. Napoléon obtient l'alliance de la Perse, en conflit chronique avec la Russie à propos de la Géorgie. Cette alliance s'avère également profitable pour lutter contre l'Empire britannique dans la mesure où les possessions perses jouxtent les Indes britanniques.
- 24 mai 1807 : prise de Dantzig par les Français.
- 14 juin 1807 : bataille de Friedland. Les Français remportent une victoire décisive contre l'armée russe de Bennigsen. Ce dernier est contraint de demander l'armistice.
- 25 juin 1807 : début des entrevues entre Napoléon Ier et le tsar Alexandre Ier à Tilsit. Les deux souverains s'entendent sur un partage des zones d'influence en Europe. Napoléon permet ainsi au tsar de prendre la Finlande suédoise et lui accorde des vues sur l'Empire ottoman. De son côté, le tsar promet d'appliquer le blocus continental et même de déclarer la guerre au Royaume-Uni si ce dernier refusait sa médiation.
- 7 juillet 1807 : traité de Tilsit signé entre la France et la Russie. Le tsar reconnaît la nouvelle carte de l'Europe, rend Cattaro et les îles Ioniennes. Par un article secret, il adhère au blocus continental.
- 9 juillet 1807 : traité de Tilsit signé entre la France et la Prusse. Cette dernière est amputée de territoires importants au profit de deux nouveaux États : le royaume de Westphalie et le grand-duché de Varsovie. Le royaume de Westphalie est constitué de territoire pris sur le Hanovre — l'ancien évêché d'Osnabrück, le duché de Kahlenberg[pas clair] et le comté de Grubenhagen — ainsi que du duché de Braunschweig-Wolfenbuttel et annexe à la Prusse les anciens évêchés de Minden, Paderborn, Hildesheim et Eichsfeld, les comtés de Ravensberg et Halberstadt, l'ouest du duché de Magdebourg, l'Altmark et Halle. La Prusse cède en outre la Frise orientale à la Hollande, le duché de Clèves, les comtés de Lingen et de la Marck et l'ancien évêché de Münster au grand-duché de Berg, la principauté d'Ansbach à la Bavière, la principauté de Bayreuth à la France et le district de Białystok à la Russie. Le grand-duché de Varsovie, quant à lui, est constitué de l'ouest de la Lituanie, de la Mazovie, de la Grande-Pologne, de la Nouvelle-Silésie et des districts de Kulm et de la Netze. Le Grand-duché de Varsovie est confié au roi de Saxe. Dantzig redevient une ville libre dans laquelle stationne une garnison française. L'indemnité de guerre reste à déterminer et est garantie par le maintien des forces militaires françaises. Le grand-duché de Varsovie et le royaume de Westphalie sont en fait des protectorats de la France.
- Août 1807 : bombardement de la ville de Copenhague par la Royal Navy. Londres soupçonne le Danemark de vouloir s'allier à Napoléon. Cette attitude choque l'opinion européenne. Les Britanniques s'emparent également des îles Heligoland.
- Octobre 1807 : Napoléon fait saisir les Marches aux États pontificaux à la suite du refus du pape de reconnaître Joseph comme roi de Naples.
- 27 octobre 1807 : traité de Fontainebleau signé entre la France et l'Espagne. Les deux puissances s'entendent sur le partage du Portugal : le Nord pour la reine d'Étrurie, l'Algarve pour le Premier ministre espagnol, Godoy et le centre avec Lisbonne qui doit servir de gage pour la France. C'est la solution trouvée afin de faire rentrer le Portugal dans le blocus continental.
- 30 octobre 1807 : traité d'alliance entre la France et le Danemark.
- Novembre 1807 : Ordre-en-Conseil britannique obligeant tous les navires neutres de toucher un port britannique avant d'aborder le continent, ce qui permet de contourner le blocus continental.
- 8 novembre 1807 : rupture des relations diplomatiques entre Saint-Pétersbourg et Londres.
- 23 novembre 1807 : occupation du royaume d'Étrurie par le général Reille.
- 28 novembre 1807 : fuite de la famille royale portugaise pour sa colonie du Brésil.
- 30 novembre 1807: entrée du général Junot dans Lisbonne. Les troupes françaises stationnent également dans le nord de l'Espagne afin de prévenir tout débarquement britannique.
- Janvier 1808 : occupation de Rome par les troupes françaises.
- Février 1808 : l'Autriche accepte de fermer le port de Trieste au commerce avec le Royaume-Uni.
- 23 mars 1808 : entrée de Murat à Madrid à la suite de l'abdication de Charles IV, acculé par une émeute populaire.
- Avril 1808 : la Romagne est intégrée au royaume d'Italie.
- 30 avril 1808 : entrevue de Bayonne entre Napoléon Ier, Charles IV d'Espagne, Ferdinand VII d'Espagne et Manuel Godoy. Charles IV abdique une nouvelle foi en faveur de l'empereur qui serait chargé de nommer un prince qui garantirait l'intégrité et l'indépendance du royaume.

### De l'apogée au déclin de l'Empire français1808-1815
- 2 mai 1808 : révolte des Espagnols à Madrid contre les troupes de Murat en faveur de Ferdinand.
- 3 mai 1808 : répression de la révolte madrilène mais plusieurs provinces espagnoles périphériques se révoltent contre les Français. Des juntes locales s'organisent dans les Asturies, en Galice, en Léon puis en Andalousie.
- 5 mai 1808 : Napoléon confie le trône d'Espagne à son frère Joseph tandis que Murat reçoit le royaume de Naples.
- 13 juillet 1808 : bataille de Medina del Rio Seco. Le général Bessières ouvre la route de Madrid à Joseph.
- 22 juillet 1808 : bataille de Bailén. L'armée du général Dupont se retrouve encerclée par des Espagnols et des Suisses. Elle est contrainte de capituler. Cette défaite a un retentissement important. Elle provoque la fuite de Joseph de Madrid et une généralisation de la révolte en Espagne.
- 1er août 1808 : débarquement d'un corps expéditionnaire britannique sous le commandement de Wellesley au nord de Lisbonne.
- 30 août 1808 : capitulation de Junot au Portugal mais il obtient le retrait de ses troupes sur des navires britanniques. Les Britanniques s'installent à Lisbonne.
- 27 septembre 1808 : entrevue d'Erfurt entre Napoléon et le tsar Alexandre Ier. Les souverains de la confédération du Rhin sont également invités. Il s'agissait de renforcer la paix de Tilsit et raviver l'alliance entre les deux grands empires.
- 14 octobre 1808 : fin de l'entrevue d'Erfurt. Les deux souverains se quittent sans qu'aucun accord ne soit signer. Le tsar se trouve moins empressé de renforcer l'alliance avec Napoléon. De plus, ce dernier avait sollicité Talleyrand pour jouer les diplomates officieux or celui-ci commence à la trahir résolument et incite le tsar à résister.
- 29 octobre 1808 : départ de Napoléon pour l'Espagne avec une armée de 200 000 hommes.
- 10 novembre 1808 : prise de Burgos par les Français.
- 3 décembre 1808 : reddition de Madrid devant les troupes françaises. Joseph reprend possession de son trône tandis que la junte fuit vers Séville.
- 29 décembre 1808 : début du second siège de Saragosse.
- 13 janvier 1809 : bataille d'Uclès remportée par Soult sur les insurgés espagnols. Il peut ainsi se lancer à la conquête du sud de l'Espagne.
- 14 janvier 1809 : traité d'alliance signé entre le Royaume-Uni et la junte de Cadix. Le Royaume-Uni s'engage à fournir des subsides et un corps expéditionnaire afin de soutenir la guérilla espagnole.
- 17 janvier 1809 : retour de l'empereur en France. Il laisse le soin à Soult et Victor de poursuivre la reconquête.
- 20 janvier 1809 : entrée de Soult à La Corogne mais il ne peut empêcher le remarquement du corps expéditionnaire britannique. Il envahit ensuite le Nord du Portugal jusqu'à Porto.
- 20 février 1809 : capitulation de Saragosse.
- 9 avril 1809 : insurrection nationaliste dans le Tyrol sous la direction de l'aubergiste Andreas Hofer. Cette insurrection est guidée par le ministre autrichien Stadion.
- 10 avril 1809 : l'armée autrichienne de l'archiduc Charles franchit l'Inn à Passau.
- 14 avril 1809 : évacuation de Varsovie par les Polonais attaqués depuis la Galicie.
- 16 avril 1809 : bataille de Sacile remportée par l'archiduc Jean sur les troupes d'Eugène de Beauharnais. Ce dernier se retire derrière l'Adige.
- 20 avril 1809 : bataille d'Abensberg remportée par Napoléon sur l'archiduc Charles.
- 21 avril 1809 : bataille de Landshut remportée par Napoléon sur l'archiduc Charles.
- 22 avril 1809 : bataille d'Eckmühl remportée par Napoléon sur l'archiduc Charles.
- 23 avril 1809 : bataille de Ratisbonne remportée par Napoléon sur l'archiduc Charles.
- 12 mai 1809 : entrée des troupes françaises à Vienne. L'archiduc Charles dispose encore de forces importantes au nord du danube si bien que l'empereur décide de passer immédiatement à l'offensive. Des ponts de bateaux sont construits à la hâte au-dessus du Danube.
- 10 juin 1809 : annexion des États pontificaux par la France. Ils sont transformés en deux départements français. Le pape réagit par l'excommunication de l'empereur mais ce dernier emprisonne Pie VII.
- 6 juillet 1809 : bataille de Wagram remportée par Napoléon sur les troupes autrichiennes.
- 30 juillet 1809 : débarquement d'un corps expéditionnaire britannique à Flessingue en Hollande.
- 30 septembre 1809 : rembarquement du corps expéditionnaire britannique de Hollande. Le dernier espoir des Autrichiens les conduit à devoir négocier la paix avec la France.
- 14 octobre 1809 : traité de Vienne signé entre la France et l'Autriche. Cette dernière cède les provinces illyriennes à la France, Tarnopol à la Russie et la Galicie occidentale au grand-duché de Varsovie.
- 11 mars 1810 : mariage de Napoléon avec Marie-Louise d'Autriche. L'empereur entre ainsi dans l'une des plus vieilles familles d'Europe. Il cherche à pérenniser sa dynastie. Il maintient son alliance avec la Russie et ne cherche pas à jouer la balancier avec l'Autriche.
- 13 juillet 1810 : annexion du royaume de Hollande à la suite de l'abdication de Louis Bonaparte. Le royaume est transformé en neuf départements français.
- 13 décembre 1810 : annexion des côtes allemandes de la mer du Nord, c'est-à-dire le nord du royaume de Westphalie, le duché de Aremberg, les villes de Brême, Hambourg et Lübeck et la principauté d'Oldenburg, qui appartient au beau-frère du tsar et dont l'intégrité avait été garantie par le traité de Tilsit. Mécontente, la Russie ouvre ses ports aux neutres et interdit par voie terrestre l'entrée de marchandises.
- 23 février 1812 : traité de Paris signé entre la France et la Prusse. Cette dernière donne le droit à l'armée française de stationner sur son pays si besoin est, à charge pour la Prusse de ravitailler l'armée française. Le traité prévoit également que 20 000 soldats prussiens combattront dans les armées napoléoniennes.
- 4 mars 1812 : traité signé entre la France et l'Autriche. L'Autriche donne 30 000 soldats à la France.
- 9 avril 1812 : traité d'alliance signé entre la Russie et la Suède. Le blocus continental porte préjudice aux intérêts du trafic commercial en mer baltique. Bernadotte obtient l'assurance du tsar d'une aide pour conquérir la Norvège, alors possession danoise.
- 28 mai 1812 : traité de Bucarest signé entre la Russie et l'Empire ottoman.
- 24 juin 1812 : la Grande Armée de Napoléon, forte de 600 000 hommes, dont la moitié de Français, franchit le Niémen, ce qui déclenche la guerre de la Sixième Coalition. Les troupes russes évitent le contact afin de forcer les troupes françaises à avancer sur le territoire et l'éloigner de ses sources d'approvisionnement.
- 7 septembre 1812 : bataille de Borodino opposant les troupes françaises aux troupes russes mais au résultat indécis.
- 14 septembre 1812 : entrée des troupes françaises à Moscou. Napoléon y attend en vain une demande de négociation d'Alexandre Ier.
- 19 octobre 1812 : Napoléon abandonne Moscou et fait retraite avec la Grande Armée dans le froid russe et harcelé par les troupes cosaques.
- 27 novembre 1812 : passage désastreux de la Bérézina. la Grande Armée est réduite à près de 100 000 hommes.
- 30 décembre 1812 : abandon du corps prussien de la Grande Armée.
- 25 janvier 1813 : concordat de Fontainebleau
- 1er mars 1813 : traité d'alliance signé entre la Russie et la Prusse contre la France.
- 18 mars 1813 : les Français sont chassés de Hambourg à la suite d'un soulèvement nationaliste.
- 14 avril 1813 : l'Autriche, dont la diplomatie est désormais dirigée par Metternich, déclare sa « médiation armée ».
- 2 mai 1813 : bataille de Lützen remportée par les Français.
- 8 mai 1813 : entrée des troupes de Davout à Hambourg.
- 21 mai 1813 : bataille de Bautzen remportée par les Français.
- 29 mai 1813 : Napoléon accepte l'armistice proposé par Metternich. Un congrès se réunit à Prague. Les coalisés exigent la dissolution du Grand-duché de Varsovie, le rétablissement de la Prusse dans ses frontières de 1806, la restitution des provinces illyriennes à l'Autriche et la suppression de la Confédération du Rhin.
- 15 juin 1813 : accords de Reichenbach signés entre le Royaume-Uni, la Russie et la Prusse. Le Royaume-Uni finance la guerre à hauteur de 2 millions de livres sterling et obtient en échange des assurances sur le Hanovre.
- 21 juin 1813 : bataille de Vitoria remportée par Wellington sur les troupes françaises.
- Juillet 1813 : entrée de la Suède au côté des coalisés.
- 7 octobre 1813 : franchissement de la Bidassoa par les troupes britanniques, espagnoles et portugaises sous le commandement du duc de Wellington. Elles viennent camper devant Bayonne.
- 15-16 octobre 1813 : bataille de Leipzig remportée par les coalisés sur l'armée de Napoléon qui parvient tout de même à échapper à l'encerclement.
- Janvier 1814 : Murat s'engage à fournir 30 000 à l'Autriche. Il pactise avec les coalisés afin de sauver son trône.
- 14 janvier 1814 : traité de Kiel signé entre le Royaume-Uni, la Suède et le Danemark. Le Royaume-Uni se voit céder Heligoland, verrou stratégique en mer du Nord qui contrôle l'embouchure de l'Elbe et la Weser, soit les ports de Brême et Hambourg. La Suède obtient la Norvège en récompense de son intervention contre la France.
- 29 janvier 1814 : protocole de Londres qui prévoyait le retour de la France à ses frontières de 1792. L'idée des frontières naturelles de la France avait été abandonné devant l'évidente supériorité des coalisés. Parmi eux, Castlereagh parvient à imposer les vues du Royaume-Uni qui finance la guerre.
- 9 mars 1814 : traité de Chaumont signé entre le Royaume-Uni, la Russie, l'Autriche et la Prusse selon lequel les puissances s'engage à ne pas signer de paix séparée avec la France.
- 30 mars 1814 : capitulation de Paris devant les coalisés.
- 6 avril 1814 : abdication de Napoléon.
- 3 mai 1814 : retour de Louis XVIII à Paris avec l'assentiment des puissances coalisés.
- 30 mai 1814 : traité de Paris signé entre les coalisés et la France.  La France est ramenée à ses frontières de 1792 et conserve l'essentiel de ses colonies à l'exception de l'île Maurice. Les coalisés n'exigent aucune indemnité de guerre. L'Autriche renonce à ses prétentions sur la Belgique. Cette clause était voulue par le Royaume-Uni qui désirait créer un État-tampon au nord de la frontière française.
- 5 juillet 1814 : traité d'amitié signé entre le Royaume-Uni et l'Espagne. L'Espagne s'engage à maintenir la clause de la nation la plus favorisée avec le Royaume-Uni pour son commerce avec ses colonie. De son côté, le Royaume-Uni s'engage à ne plus soutenir les insurgés américains mais l'essentiel est acquis car l'Empire colonial espagnol est durablement atteint. Un article secret prévoit l'interdiction du retour au « pacte de famille » par lequel l'Espagne s'était liée à la France au XVIIIe siècle.
- 13 août 1814 : traité signé entre le Royaume-Uni et les Pays-Bas selon lequel les Pays-Bas récupère ses anciennes colonies à l'exception de la colonie du Cap, de Ceylan et d'une partie de la Guyane.
- 1er octobre 1814 : ouverture du congrès de Vienne réunissant tous les belligérants afin de redessiner la carte de l'Europe. Les grands diplomates présents à ce congrès sont Castlereagh pour le Royaume-Uni, Alexandre Ier et Karl Nesselrolde pour la Russie, Metternich pour l'Autriche, Hardenberg pour la Prusse et Talleyrand pour la France. Ce dernier parvient à se faire une place au congrès en se faisant le défenseur des États secondaires contre les Quatre Grands. Il joue des rivalités entre l'axe Castlereagh-Metternich et Alexandre Ier-Hardenberg.
- 24 décembre 1814 : traité de Gand signé entre le Royaume-Uni et les États-Unis qui met un terme à la guerre anglo-américaine sur la base du statu quo.
- 3 janvier 1815 : traité secret signé entre le Royaume-Uni, l'Autriche et la France prévoyant une alliance défensive contre la Russie et envisageant la constitution d'une armée de trois contingents de 150 000 hommes chacun.
- 1er mars 1815 : débarquement de Napoléon à Golfe-Juan. Le retour de l'empereur ruine les efforts de Talleyrand au congrès de Vienne.